# العلاقات الأنغولية النيجيرية
العلاقات الأنغولية النيجيرية هي العلاقات الثنائية التي تجمع بين أنغولا ونيجيريا.

## مقارنة بين البلدين
هذه مقارنة عامة ومرجعية للدولتين:
| وجه المقارنة                                              | أنغولا           | نيجيريا                     |
| --------------------------------------------------------- | ---------------- | --------------------------- |
| المساحة (كم2)                                             | 1.25 مليون       | 923.77 ألف                  |
| عدد السكان (نسمة)                                         | 29.78 مليون      | 190.89 مليون                |
| الكثافة السكانية (ن./كم²)                                 | 23.82            | 206.64                      |
| العاصمة                                                   | لواندا           | أبوجا، لاغوس                |
| اللغة الرسمية                                             | اللغة البرتغالية | لغة إنجليزية، اللغة اليوربا |
| العملة                                                    | كوانزا أنغولي    | نيرة نيجيرية                |
| الناتج المحلي الإجمالي (بليون دولار)                      | 124.21 مليار     | 375.77 مليار                |
| الناتج المحلي الإجمالي (تعادل القوة الشرائية) بليون دولار | 184.83 مليار     | 1.09 تريليون                |
| الناتج المحلي الإجمالي الاسمي للفرد دولار أمريكي          | 4.10 ألف         | 2.64 ألف                    |
| الناتج المحلي الإجمالي للفرد دولار أمريكي                 |                  | 5.91 ألف                    |
| مؤشر التنمية البشرية                                      | 0.533            | 0.514                       |
| رمز المكالمات الدولي                                      | +244             | +234                        |
| رمز الإنترنت                                              | .ao              | .ng                         |
| المنطقة الزمنية                                           | ت ع م+01:00      | ت ع م+01:00                 |

## منظمات دولية مشتركة
يشترك البلدان في عضوية مجموعة من المنظمات الدولية، منها:
| علم المنظمة | اسم المنظمة                                 | تاريخ انضمام أنغولا | تاريخ انضمام نيجيريا |
| ----------- | ------------------------------------------- | ------------------- | -------------------- |
|             | البنك الإفريقي للتنمية                      | ?                   | ?                    |
|             | الاتحاد الأفريقي                            | 11 فبراير 1979      | ?                    |
|             | منظمة التجارة العالمية                      | ?                   | ?                    |
|             | منظمة الشرطة الجنائية الدولية               | ?                   | ?                    |
|             | منظمة حظر الأسلحة الكيميائية                | ?                   | ?                    |
|             | مؤسسة التمويل الدولية                       | 19 سبتمبر 1989      | 30 مارس 1961         |
|             | يونسكو                                      | 11 مارس 1977        | 14 نوفمبر 1960       |
|             | البنك الدولي للإنشاء والتعمير               | 19 سبتمبر 1989      | 30 مارس 1961         |
|             | مجموعة دول أفريقيا والكاريبي والمحيط الهادئ | ?                   | ?                    |
|             | الأمم المتحدة                               | 1 ديسمبر 1976       | 7 أكتوبر 1960        |
|             | مؤسسة التنمية الدولية                       | 19 سبتمبر 1989      | 14 نوفمبر 1961       |
|             | وكالة ضمان الاستثمار متعدد الأطراف          | 19 سبتمبر 1989      | 12 أبريل 1988        |
|             | Gulf of Guinea Commission ‏                  | ?                   | ?                    |
|             | الاتحاد الدولي للاتصالات                    | 13 أكتوبر 1976      | 11 أبريل 1961        |
|             | الاتحاد البريدي العالمي                     | ?                   | ?                    |

## وصلات خارجية
- موقع وزارة الخارجية الأنغولية
- موقع وزارة الخارجية النيجيرية